# Cromeleque dos Almendres
O Cromeleque dos Almendres, ou Cromeleque na Herdade dos Almendres, localiza-se na antiga freguesia de Nossa Senhora de Guadalupe, na atual freguesia de Nossa Senhora da Tourega e Nossa Senhora de Guadalupe no Município de Évora, Distrito de Évora, em Portugal.
Constitui um círculo de pedras pré-histórico (cromeleque) com 95 monólitos de pedra. É o mais importante monumento megalítico do seu tipo na Península Ibérica e um dos mais relevantes da Europa, não apenas por suas dimensões, como também pelo seu estado de conservação.
O Cromeleque dos Almendres foi classificado primeiro como Imóvel de Interesse Público, em 1974, e depois como Monumento Nacional, em 2015. O menir dos Almendres, localizado nas proximidades, está classificado como Imóvel de Interesse Público.

## Localização e descobrimento
O cromeleque localiza-se próximo ao topo de uma encosta suave, voltada a leste, num monte de 413 metros de altitude, a cerca de 12 km a oeste da cidade de Évora. O conjunto foi descoberto em 1964 pelo investigador Henrique Leonor Pina, durante os trabalhos de mapeamento para a Carta Geológica de Portugal. Naquela altura foi realizada a limpeza da vegetação que ocupava o sítio e foram descobertas algumas peças de cerâmica e um machado de pedra polida.
Nas últimas décadas foram realizadas várias campanhas arqueológicas no local, organizadas por Mário Varela Gomes. Grande parte dos monólitos, que se encontravam caídos, foram recolocados nas suas posições originais durante os trabalhos.
O cromeleque encontra-se numa propriedade privada, mas a zona do monumento foi cedida à Câmara Municipal de Évora para uso público.

## História e contexto
A região de Évora é densamente coberta por sítios arqueológicos que vão desde o início do Neolítico (de 7000 a 8 000 anos atrás) até a Idade do Ferro, abrangendo menires, antas, necrópoles e povoações pré-históricas. O cromeleque dos Almendres pertence, assim, ao universo megalítico eborense e está relacionado com outros círculos de pedras das proximidades, como o Cromeleque da Portela de Mogos, em Montemor-o-Novo.

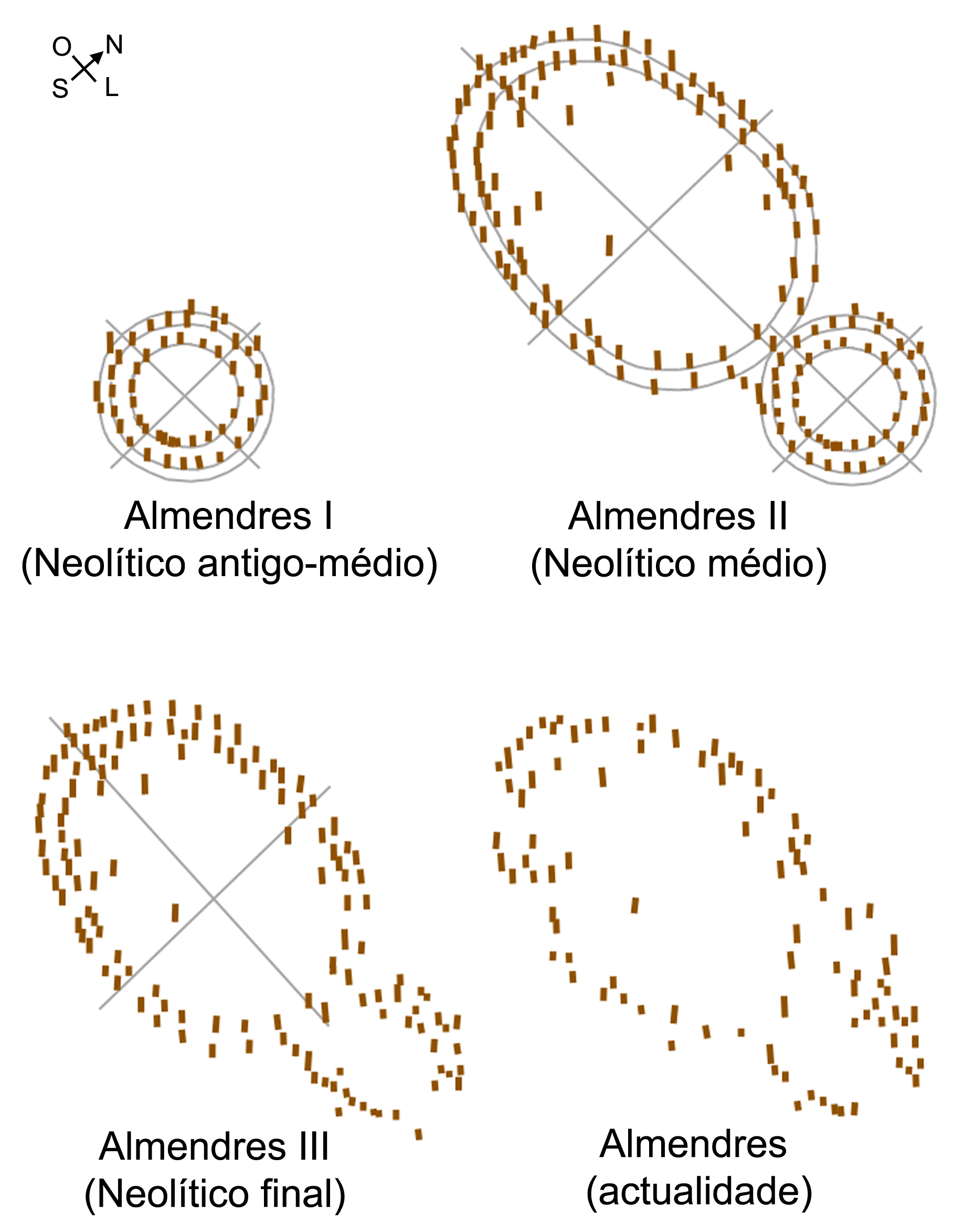
Fases da evolução do Cromeleque dos Almendres ao longo do Neolítico.

Segundo os trabalhos arqueológicos realizados no local, acredita-se que o conjunto foi formado em três etapas:
- No final do Neolítico Antigo (fim do sexto milénio a.C.) foi erigido um conjunto de monólitos de pequeno tamanho, agrupados em três círculos concêntricos. O maior desses círculos media 18,80 m e o menor, 11,40 m. Actualmente há 22 menires de pé nesse recinto, dois tombados e restos de estruturas de sustentação de cinco outros;[5]
- No Neolítico Médio (quinto milénio a.C.) foi erigido a oeste dos círculos anteriores um novo recinto com a forma de duas elipses concêntricas, irregulares, adossadas ao recinto mais antigo. A elipse mais externa mede 43,60 m em seu eixo maior e 36 m no eixo menor. Durante os trabalhos arqueológicos foram encontrados ali 29 menires em pé e 17 tombados, além de estruturas de sustentação de 11 menires já desaparecidos;[5]
- No Neolítico Final (terceiro milénio a.C.) os dois recintos foram modificados, especialmente o menor, que foi transformado numa espécie de átrio do recinto maior. Com a remodelação, o recinto menor possivelmente passou a orientar a entrada no recinto elíptico, com função nas solenidades sócio-religiosas que se realizavam ali. Além disso, é possível que nesse período tenham sido acrescentados aos dois recintos alguns monólitos com gravuras e que alguns menires tenham sido parcialmente aplainados, transformando-os em estelas.[5]

No Calcolítico o conjunto deixou de ser utilizado, provavelmente pela influência das sociedades de metalurgistas que substituíram a cultura megalítica atlântica.

## Características
Trata-se de um cromeleque erguido na encosta voltada a nascente de uma colina. Os monólitos são predominantemente de tamanho pequeno, de forma ovóide, sub-paralelepipédica e sub-cilíndrica, mas alguns chegam a ter 2,5 a 3 m de altura e possuem forma fálica ou estelar. São compostos por diferentes tipos de quartzodioritos, o que revela a origem variada para os monólitos. Dois afloramentos de quartzodioritos e granodioritos localizados a 250 m e 1 000  m do cromeleque podem ter sido usados para esculpi-los.

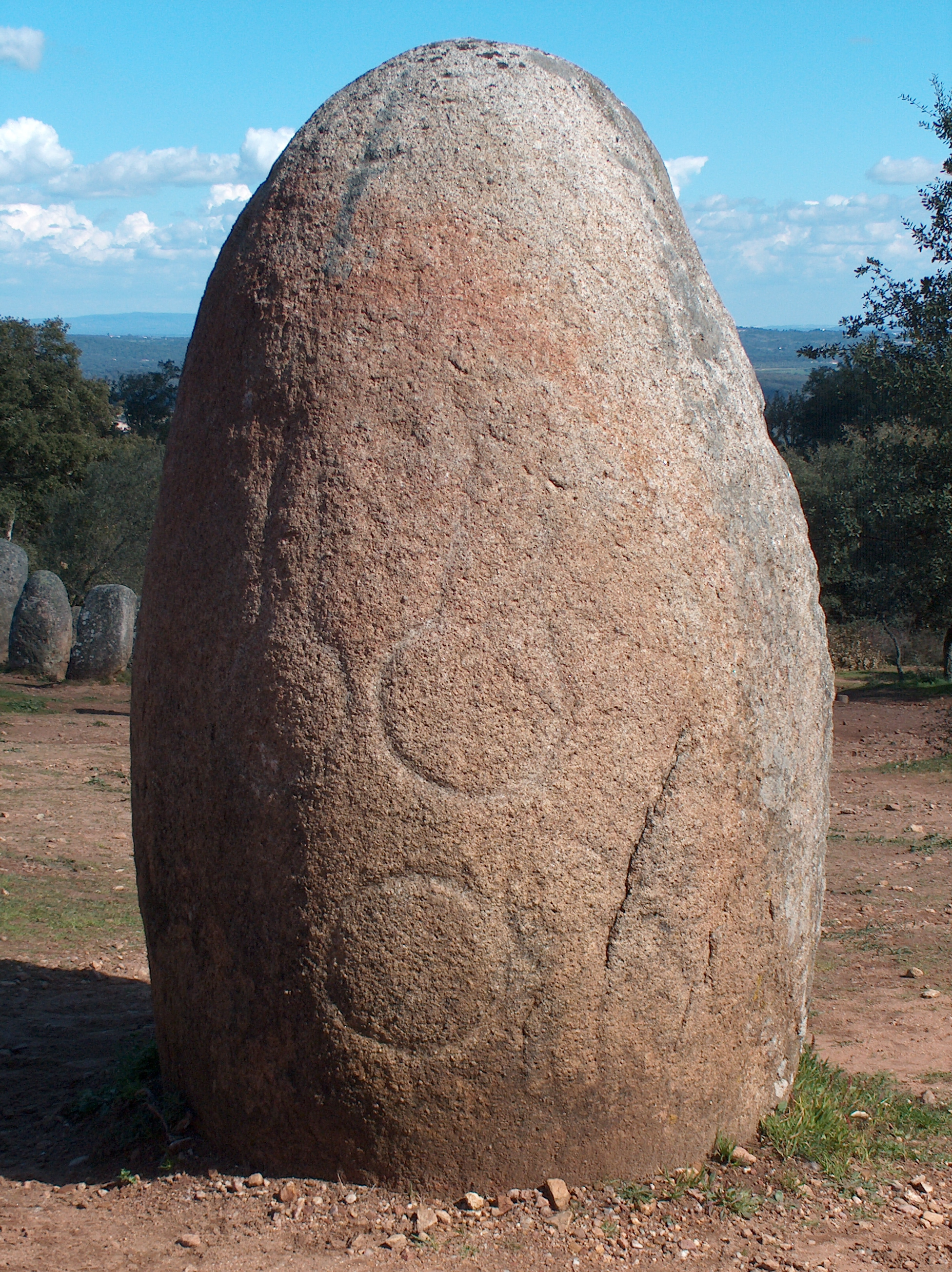
Menir 64, com relevos de círculos e raquetas.

Os menires de grande tamanho foram colocados sobre alvéolos (cavidades) previamente preparados que chegam até o substrato rochoso sob o solo. Uma coroa de pedras era colocada ao redor da base destes menires, depois coberta de terra e pedras menores, o que ajudava na sustentação. Os menires menores tinham alvéolos também menores e os de menor dimensão eram sustentados apenas por uma coroa de pedras. Actualmente existe uma planta da disposição de cada um desses monólitos, todos numerados, possibilitando a identificação das características individuais de cada um.

### Menires decorados
Dez dos monólitos do cromeleque apresentam decoração em forma de relevos ou gravuras, dos quais quatro possuem apenas "covinhas" (série de pequenos buracos escavados na pedra). Os outros são:
- Menir 48: apresenta uma pequena figura antropomórfica associada a um báculo;
- Menir 57: numa face propositalmente aplainada mostra uma série de 13 relevos em forma de báculos. Essas figuras ocorrem também em outros menires e são, provavelmente, representações de objetos de prestígio social construídos em xisto e materiais perecíveis. De fato, báculos de xisto são encontrados em monumentos megalíticos alentejanos;
- Menir 56: numa face aplainada apresenta uma representação estilizada de uma grande face humana, com nariz, olhos e boca. Pode ser considerado uma estátua-menir;
- Menir 76: também possui uma figura antropomórfica, como o menir 56. A decoração de ambos assemelha-se ao de menires do Cromeleque da Portela de Mogos;
- Menir 64: localizado próximo ao centro do recinto maior, apresenta relevos em forma de raquetas e círculos;
- Menir 58: possui três representações de discos solares, associados a linhas onduladas que representam raios.

## Galeria

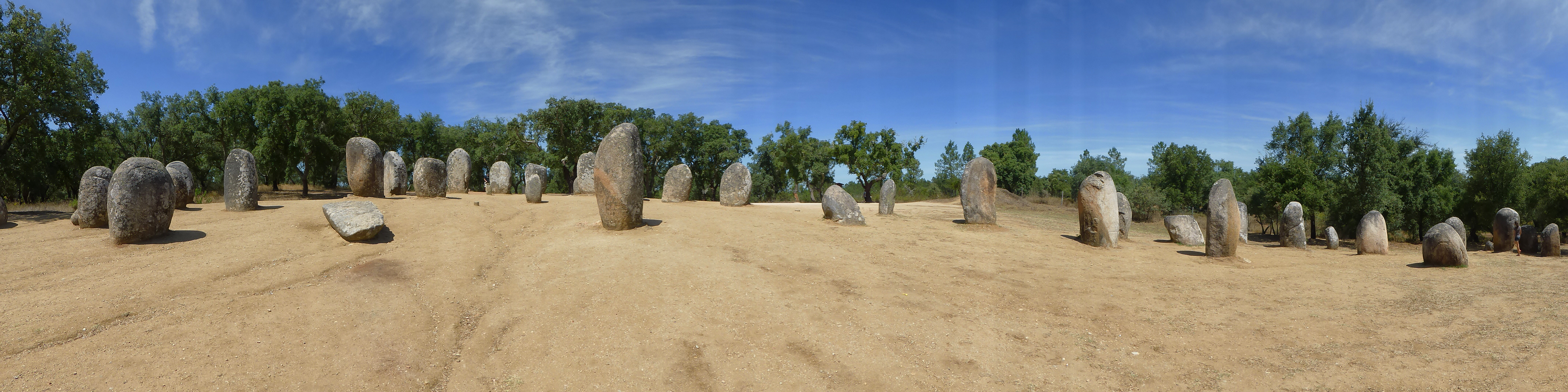
Cromeleque dos Almendres, Guadalupe, Évora, Portugal, 2014

- Gravura de espiral
- Exemplo de gravura (círculos)
- Crescentes semi-circulares gravados noutra pedra
- Desenhos comuns de manípulo invertido de cajado de pastor
- Buracos arredondados no monolito número 8
- Menir isolado com mais de 2 m de altura, a 3 km do cromeleque Menir dos Almendres
- Vista aérea